# Lafénzie
Lafénzie (Lafoensia) je rod rostlin z čeledi kyprejovité. Jsou to dřeviny s tuhými lesklými listy a velkými květy s nápadnými tyčinkami. Květy jsou zajímavé i tím, že kalich i koruna jsou 12- až 16četné. Rod zahrnuje 6 druhů a je rozšířen v tropické Americe od Mexika po severní Argentinu. Květy jsou přizpůsobeny opylování netopýry. Některé druhy jsou zdrojem žlutého barviva, pěstují se jako okrasné dřeviny nebo slouží k zalesňování narušených ploch.

## Popis
Lafénzie jsou opadavé nebo stálezelené keře a stromy. Nejmladší větévky jsou čtyřhranné. Listy jsou vstřícné, řapíkaté, kožovité a lesklé, s palisty. Žilnatina je zpeřená. Květy jsou velké, oboupohlavné, 12- až 16četné, v hroznech nebo latách. Hypanthium je zvonkovité až téměř kulovité, kožovité, zakončené větším počtem kališních laloků. Kalíšek chybí. Koruna je bílá nebo žlutá, počet korunních lístků odpovídá počtu laloků kalicha. Tyčinek je 16 až 32 v jednom kruhu, dlouze vyčnívají z květu a jsou přirostlé v polovině kališní trubky nebo pod ní. Nitky jsou prohnuté. Semeník je stopkatý až téměř přisedlý, srostlý ze 2 plodolistů, obsahuje jedinou komůrku s mnoha vajíčky Na vrcholu nese velmi dlouhou čnělku zakončenou hlavatou bliznou. Plodem je dřevnatá pouzdrosečná tobolka, pukající 2 až 4 chlopněmi nebo nepukavá. Semena jsou plochá, široce křídlatá.

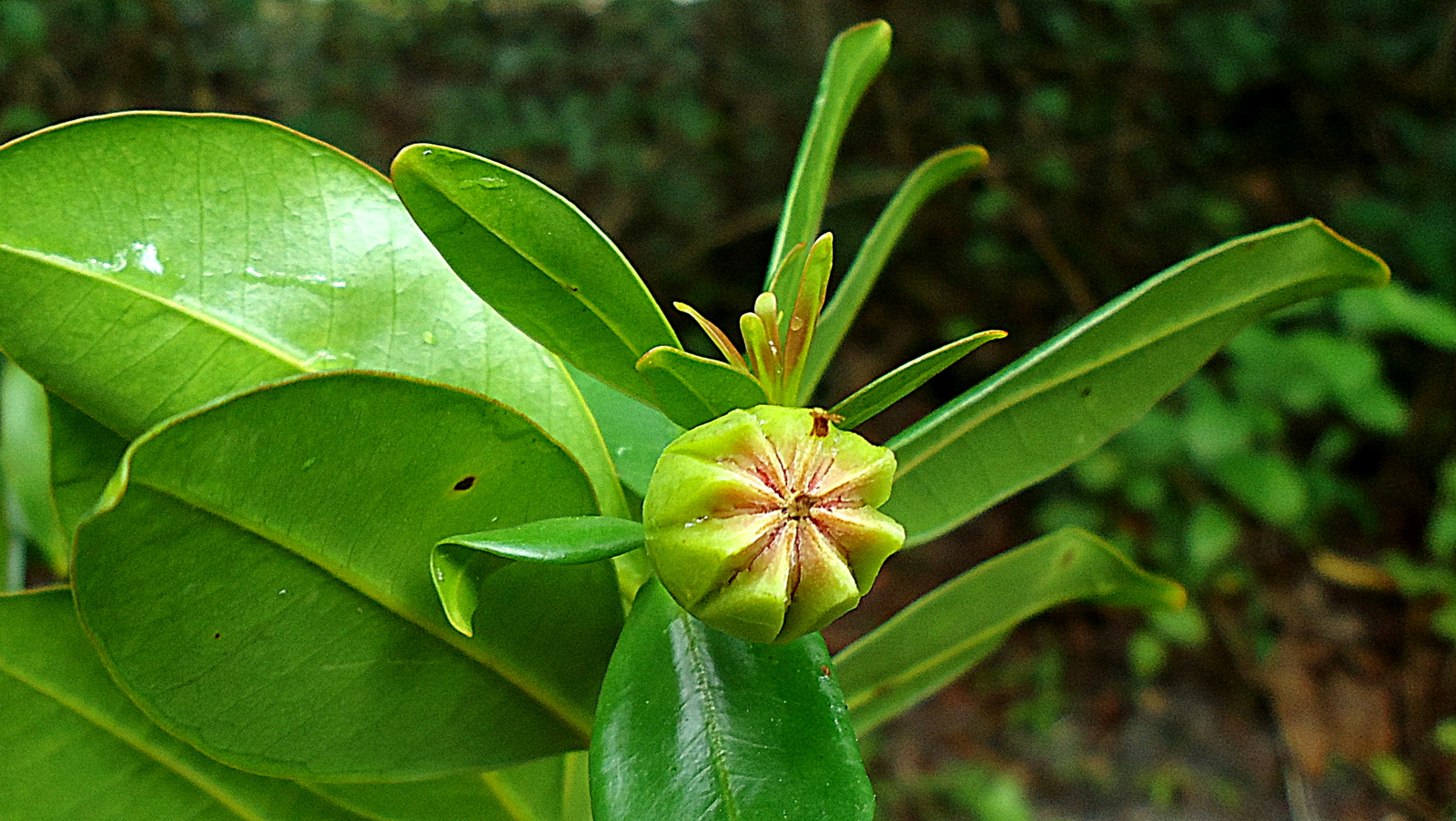
Otevírající se poupě Lafoensia pacari
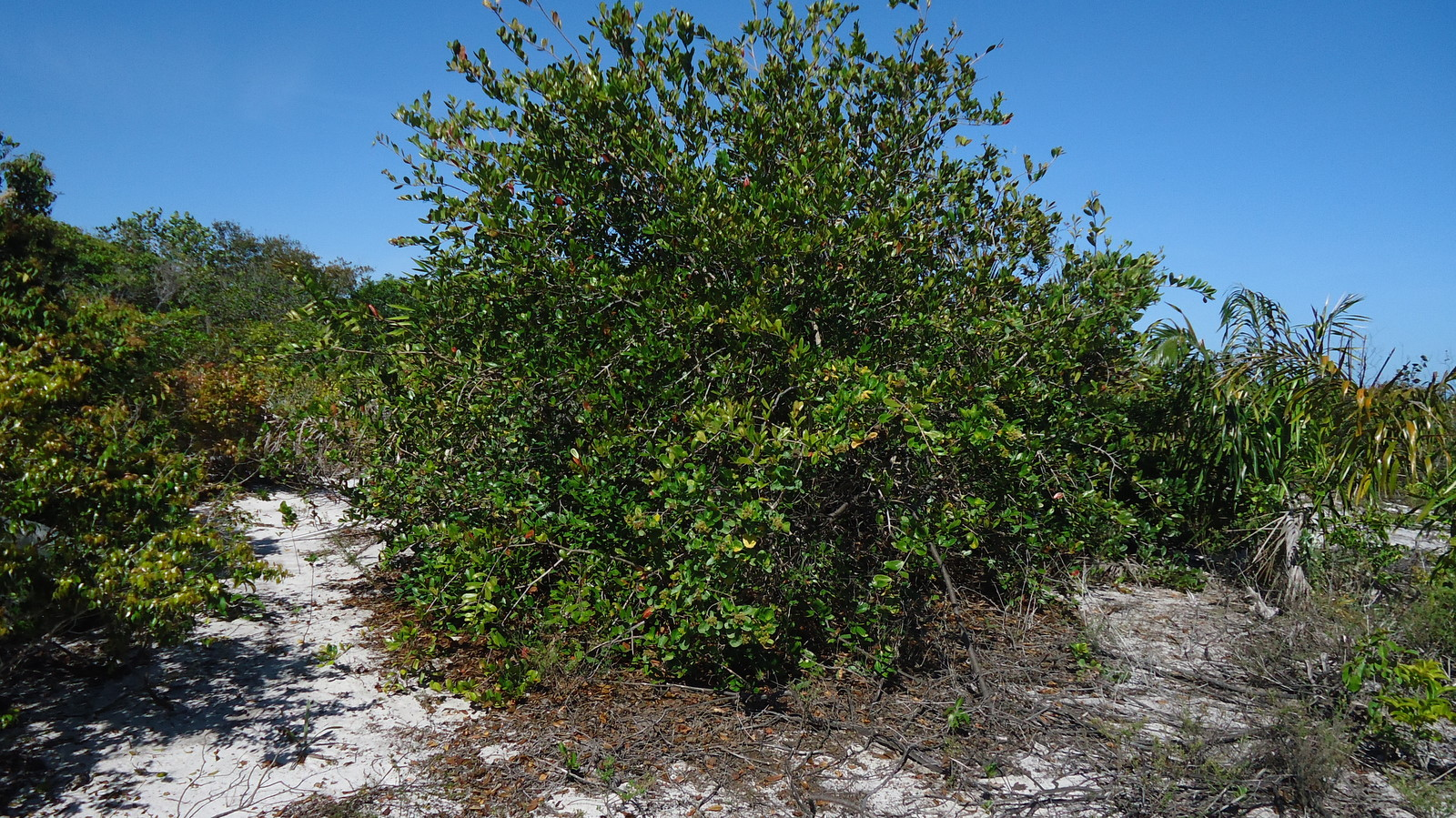
Keř Lafoensia pacari
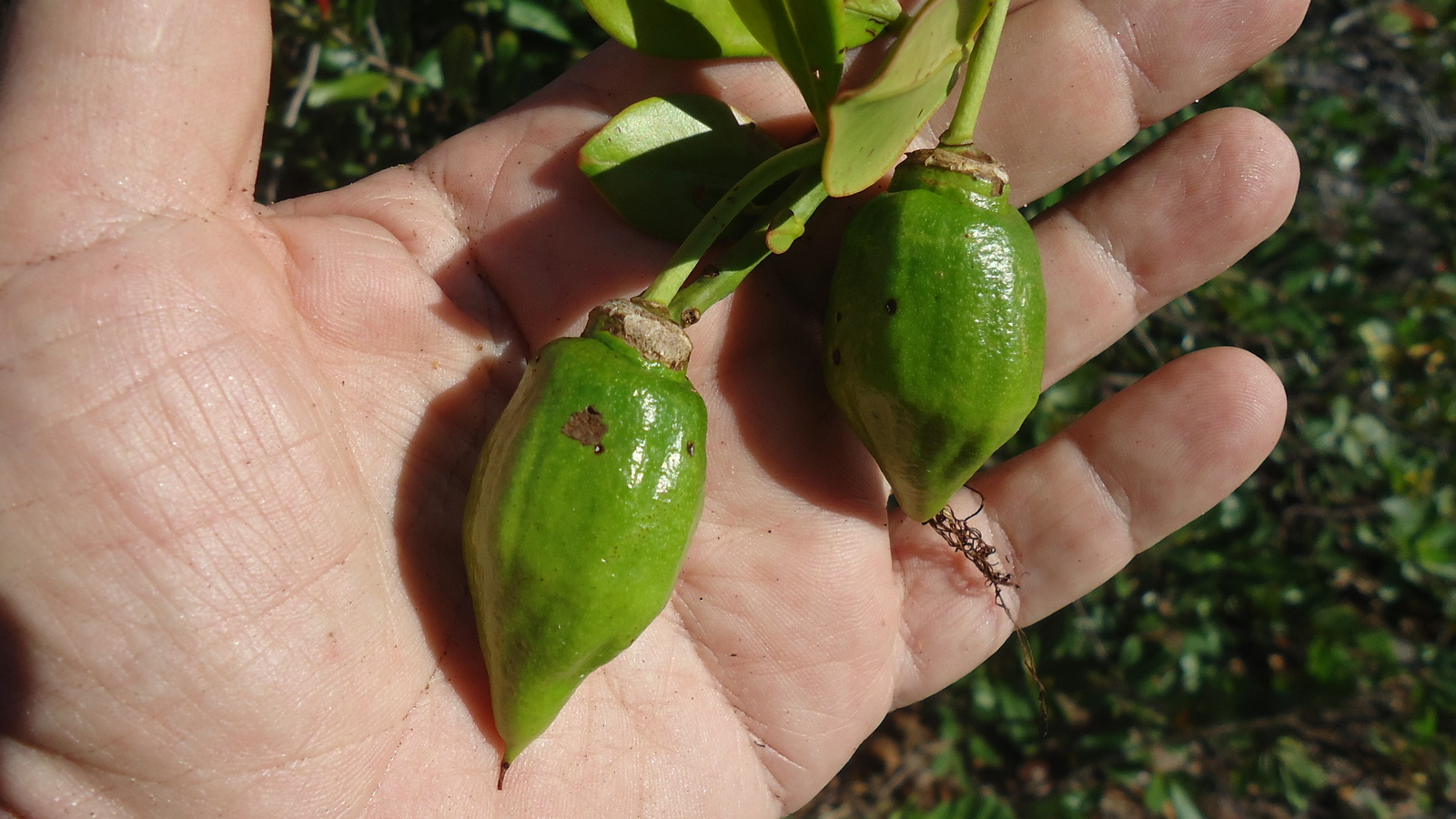
Nedozrálé plody Lafoensia pacari

## Rozšíření
Rod lafénzie zahrnuje 6 druhů. Vyskytuje se pouze v tropické Americe od Mexika po severní Argentinu. Není zastoupen na Karibských ostrovech. Největší počet druhů (celkem 6) se vyskytuje v Brazílii. Ve Střední Americe roste jediný druh, Lafoensia punicifolia, který má také nejrozsáhlejší areál, sahající od Mexika po Bolívii a Brazílii.

## Ekologické interakce
Bělavé květy lafénzií jsou přizpůsobeny opylování netopýry. Navštěvuje je i hmyz, zejména včely. Mohutnější druhy netopýrů s krátkým jazykem zpravidla přistávají ve větvích, zatímco drobné druhy lépe přizpůsobené tomuto zdroji obživy sají z květů nektar za letu. Druh L. pacari má na listech extraflorální nektária a žije v symbióze s mravenci (myrmekofilie). Mravenci se živí nektarem a chrání rostlinu před býložravci.

## Taxonomie
Podle výsledků fylogenetických studií patří mezi nejblíže příbuzné rody marhaník (Punica), pemfis (Pemphis), Galpinia a Capuronia.

## Význam
Z borky nebo listů jihoamerických druhů L. pacari a L. punicifolia je získáváno pěkně žluté barvivo. Dřevo L. punicifolia je žluté, těžké a tvrdé a má široké využití. Lokální význam má i dřevo jiných druhů. Některé druhy lafénzií jsou používány k zalesňování degradovaných ploch a pěstují se jako okrasné a pouliční stromy.